# Heterolocha rubrifusa
Heterolocha rubrifusa là một loài bướm đêm trong họ Geometridae.